# Trzebnica
Trzebnica é um município da Polônia, na voivodia da Baixa Silésia e no condado de Trzebnica. Estende-se por uma área de 8,36 km², com 13 252 habitantes, segundo os censos de 2017, com uma densidade de 1585,2 hab/km².